# Azulejo

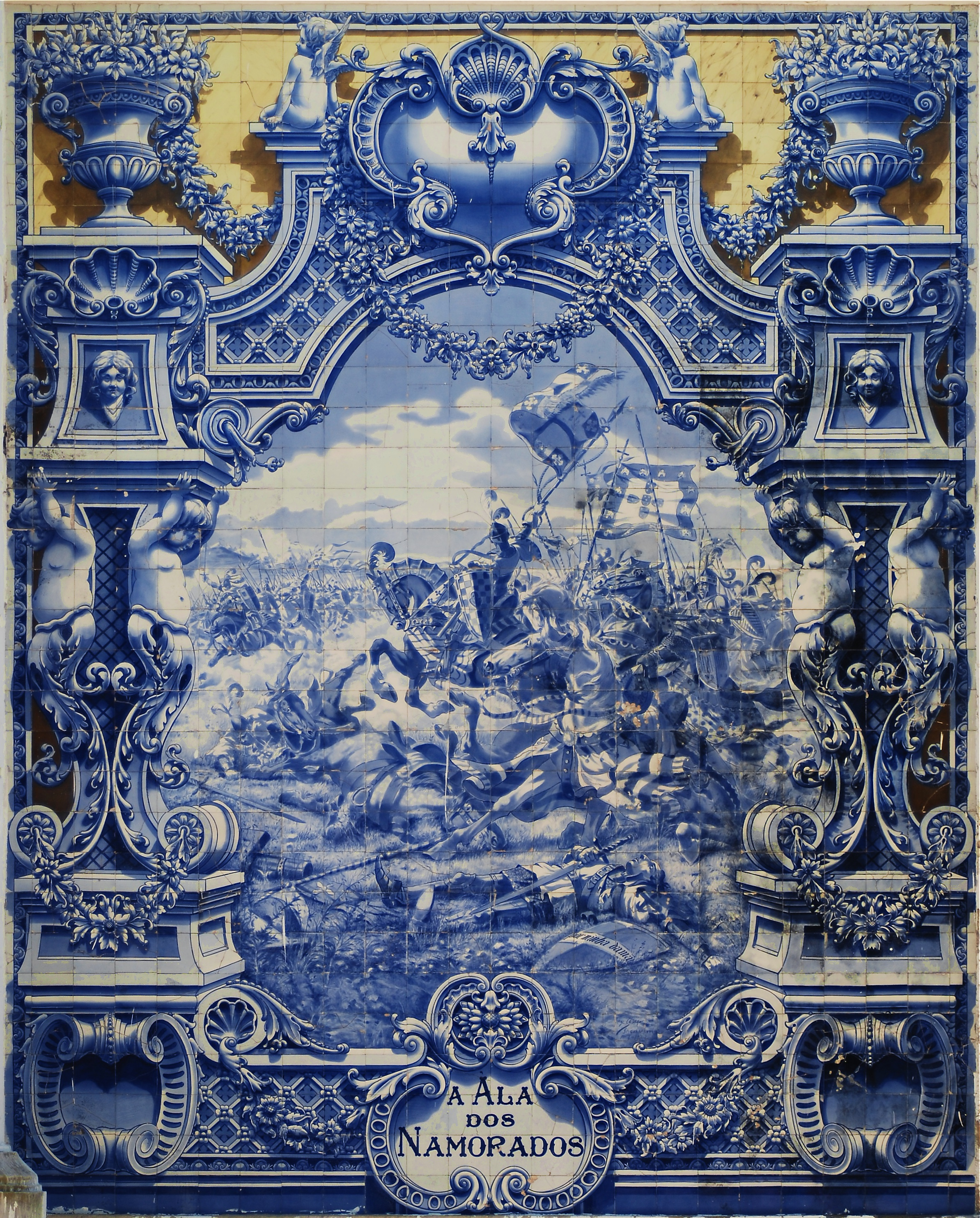
Pannello di ceramica vetrificata di Jorge Colaço (1922) descrivente un episodio della battaglia di Aljubarrota (1385) fra i portoghesi e l'esercito della Castiglia. Un pezzo di arte pubblica a Lisbona, Portogallo.

L'azulejo (pronuncia portoghese [ɐzuˈleʒu]; spagnola [aθuˈlexo], dall'arabo الزليج al-zulayj, "pietra lucidata") è un tipico ornamento dell'architettura portoghese e spagnola che consiste in una piastrella di ceramica non molto spesso, esse vengono smaltate e decorate per poi essere tagliate a quadrati
Tradizionalmente ha forma quadrata e misura circa 12 cm di lato, anche se in molte decorazioni ha forme differenti.
L'azulejo non è sempre stato come lo conosciamo oggi, di forma quadrata. Esso è il successore degli alicatados spagnoli, che furono portati nella Penisola iberica dagli Arabi.
A partire dal secolo XIII, nel levante spagnolo, particolarmente a Valencia, così come nel sud, a Siviglia e Granada, i vasai, sotto l'influenza musulmana, producevano lastre di argilla liscia smaltata e colorata, ritagliate con pinze (alicates). Questo spiega il termine alicatado, dallo stile delle composizioni, generalmente per pavimenti ma anche, qualche volta, per superfici parietali.

## Origini
Queste decorazioni, com'è comprensibile, erano sempre di forma geometrica o rettilinea. La messa in opera di queste lastre di forma poligonale, rettangolare o a stella, era difficile e quindi cara, poiché esigeva il taglio eseguito in loco da assestatori specializzati, ragion per cui questo tipo di pannello, in ceramica, era solo applicato su edifici sontuosi.
Il Palacio da Vila, a Sintra, conosciuto come Palácio Nacional de Sintra, ha una cappella con un pavimento di alicatado, probabilmente di fabbricazione sivigliana, della metà del secolo XV, che si suppone sia l'antenato dell'azulejo più antico esistente in Portogallo.
Inoltre, nel palazzo di Sintra, che è il maggiore deposito di azulejos di fabbricazione ispano-araba posseduta in Portogallo, sono molte le sale, e altri locali, decorati con alicatados, azulejos a corda seca e aresta.

## La tecnica acorda secae quella "con solchi"
I vasai, per rendere più accessibile l'impiego di questo materiale, evitando il grande lavoro di ritaglio nella collocazione, arrivarono a ritagliare i pezzi nell'argilla ancora fresca, con l'ausilio di uno stampo, a volte in ottone (al principio) e più tardi in ferro, il che fece semplificare l'assestamento, e la forma prescelta fu il quadrato.
Così nacque l'azulejo (secolo XV), lastra di forma regolare - al-zulayj - perché la parola, com'è naturale, è di origine araba, rendendo possibili varie composizioni di disegno e colori, quasi sempre occupando quattro azulejos per ogni motivo, che si ripete, utilizzando i colori azzurro cobalto, verde copra, marrone miele, rosso, bianco e marrone scuro, quasi puro.
Per evitare che nell'esecuzione e nella cottura gli smalti si mischiassero, il contorno del disegno era fatto a pennello, con una tinta nera – o manganese – mischiata a grasso (qualche volta olio di lino).
Dopo la cottura i contorni apparivano secchi, in contrasto con gli smalti che erano brillanti ed in rilievo.
Il disegno era impresso sull'azulejo per mezzo di una estampilha (carta bucherellata, sopra la quale veniva passato un sacchetto di carbone in polvere), ma con un contorno grasso che consentiva di evitare l'espansione degli smalti durante la cottura. Tale tecnica doveva avere grandi problemi e di conseguenza molti azulejos non venivano utilizzati.
Questa tecnica è definita: a corda seca.
Più avanti, per evitare il lavoro di creare il disegno (spesso ripetitivo) sull'azulejo, gli artigiani utilizzarono uno stampo (quasi sempre di legno) per contornare il disegno, in rilievo, stampato sull'argilla ancora fresca. Lo stampo lasciava delle linee incise o fenditure che poi, nella prima cottura, indicavano facilmente la traccia da percorrere con il pennello di contorno.
Questa tecnica è chiamata "corda seca con solchi".

## Evoluzione
A partire dall'utilizzo di uno stampo fu poi facile applicare dei cambiamenti.
Invece dell'incisione del contorno con uno stampo si passò ad usare la stessa tecnica con scanalature che lasciavano nell'argilla, invece di incisioni, rilievi. Tali rilievi rimanevano senza tinta, essendo sufficientemente alti da separare gli smalti colorati, mantenendo il bell'effetto di insieme che vediamo.

## Realizzazione

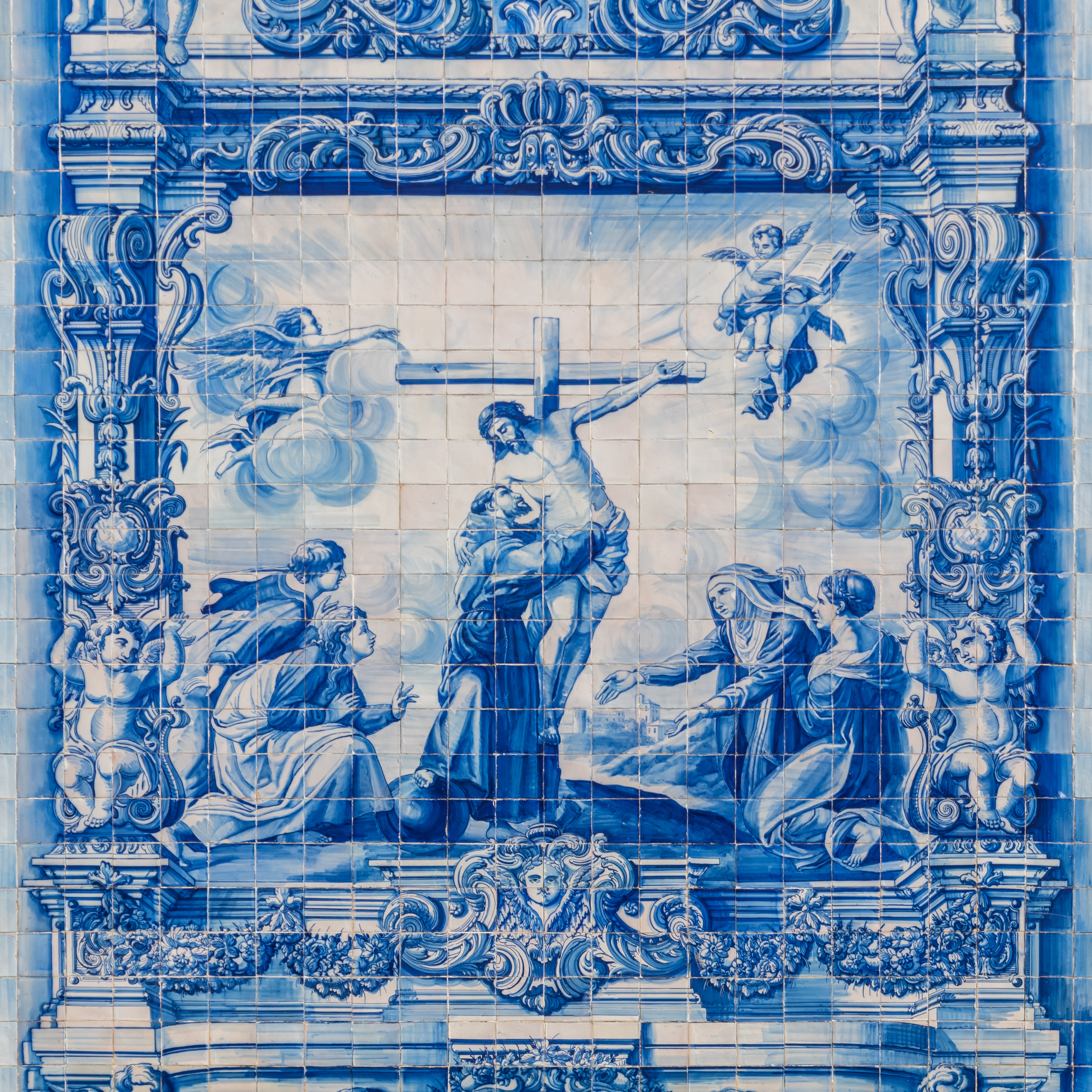
Facciata de azulejo del Capela das Almas in Porto, Portogallo.

La seconda metà del Secolo XVI ha portato nei paesi iberici nuovi processi tecnici per la decorazione degli azulejos: tali processi provenivano dall'Italia, come la pittura rinascimentale, e in particolare la tecnica della maiolica.
Gli esempi più antichi di maiolica sono conosciuti in Italia già nel XII secolo, nel secolo XIII ne esisteva una grande produzione nella zona di Orvieto. Infatti la fabbricazione italiana in vetrato stagnato, in quell'epoca, viene definita "pasta di Orvieto".
Filippo Massara, autore italiano di un'opera sulla ceramica scrive: «Il termine "maiolica" è evidentemente di origine spagnola. L'isola di Maiorca fu un importante centro durante l'ultimo periodo della produzione ispano-araba. Conquistata da Pisa, Maiorca dà il suo nome alla nuova produzione italiana, in un'epoca in cui Faenza ancora non deteneva la supremazia, impone il suo nome e la sua fabbricazione di notevole fattura, convertendosi nel più importante centro europeo di artigianato in ceramica, posto che occupa durante alcuni secoli.»
Così "maiolica" e faiança, termine derivato dal nome della città di Faenza, hanno lo stesso significato relativamente al processo tecnico, perché da Faenza erano esportati, nel resto dell'Europa, i pezzi di questo tipo di opere – pittura a pennello sopra vetro – presto questa città italiana si è imposta per la buona qualità della sua produzione.
La parola "maiolica" sta così a designare una ceramica nota in Italia durante il Rinascimento. Tutti gli studi sulla ceramica sono unanimi nell'accettare tale opinione.
I pezzi e le piastrelle dopo la prima cottura a chacote o a biscoito (francese biscuit) – sono rivestiti di uno strato di smalto bianco, a base di stagno, per dargli opacità.
Sopra questa superficie, molto porosa e delicata, viene eseguita la decorazione a pennello, che permette effetti di contorno e modellato, impossibili nella tecnica ispano-araba.
Fu conosciuta all'epoca come una pittura "all'italiana" o pittura "pisana".
È evidente che nell'azulejo, più che in altri pezzi, questo nuovo processo tecnico esigeva esecutori con una buona conoscenza di disegno e composizione.
Nell'epoca precedente, gli ideatori del disegno o gli artisti spesso potevano non essere anche gli esecutori, anche perché la vera e propria esecuzione poteva essere eseguita anche da chi non sapeva disegnare.
A Siviglia, l'artista che per primo creò opere con questa nuova tecnica è italiano, nacque alla fine del XV secolo e si chiamava Francesco Nicoloso, conosciuto come Pisanello.
Basta confrontare l'Annunciazione del Museo di Évora con azulejos di stile moresco, prodotta nello stesso tempo a Siviglia, per avere un'idea dell'impatto che rappresentava l'arrivo dell'italiano Francesco Nicoloso, che visse e lavorò in quella città dal 1503 al 1529. Nel suo studio, per la prima volta nella penisola iberica, ha creato pannelli di azulejos utilizzando la tecnica chiamata maiolica, fornendo una pittura figurativa su ceramica, in questo caso rafforzata dal controllo della fusione di una vasta gamma di toni, in varianti di verde al nero, dal giallo all'arancio, al viola.

## Azulejomoderno
Il modernismo nell'azulejos nasce con i modelli dell'architetto Raul Lino, disegnati tra il 1907 e il 1915, in un linguaggio pieno di astrazione geometrica, talvolta con riferimenti a forme naturali, ma rifiutando qualunque mimetismo di origine naturalista, attitudine massima del movimento naturalista tedesco che l'autore conosceva attraverso la sua formazione accademica ad Hannover.
La sequenza logica che seguì al romanticismo fu la pittura dell'azulejo di espressione storica, provinciale e folcloristica: il Naturalismo, che in qualunque delle sue correnti sempre ignora la natura dell'azulejo. L'artista crea come se il supporto ceramico fosse una tela bianca. Allo stesso tempo, e per una migliore integrazione del quadro nell'architettura, utilizza una cornice generalmente lavorata e a volte anche ritagliata.
Gli anni trenta sino agli anni settanta vedono una decadenza dell'uso dell'azulejo nell'architettura portoghese, dovuta principalmente al nuovo corso imposto dalla dittatura militare prima e da quella di Salazar poi. La mentalità nazionalista che viene imposta, anche nel campo dell'arte, non fa trovare spazio ad un'"arte frivola", come quella offerta dalla creazione nell'azulejo. Tuttavia, a quest'epoca, e precisamente al 1927, risale la produzione della Madonna del Fascio, grande pannello (cm 310 x 260), formato da 398 piastrelle di ceramica, realizzato in Portogallo ed opera del marchigiano Leopoldo Battistini.
Comunque, riesce a farsi strada una "rinascita" dell'azulejo, già tentativi vengono fatti nel 1938 dall'architetto Tomas Ribeiro Colaço, in un articolo pubblicato nella sua rivista Arquitetura Portuguesa. In questo articolo, che si intitola Verità, si parla dell'utilizzo dell'azulejo nell'architettura portoghese, il commento è incisivo: «Parlo di un punto sul quale stiamo da tempo insistendo – la inverosimile e inconcepibile proibizione ufficiale di rivestire di azulejos le facciate degli edifici di Lisbona. E più, l'inverosimile ed inconcepibile abbandono cui sono lasciati gli azulejos storici». Nel giugno 1938 e nel 1946 vengono eseguiti rivestimenti totali in edifici nell'Avenida Praia da Vitoria a Lisbona. Successivamente, esempi di questo "rinascimento" sono visibili in tutto il Paese e soprattutto a Lisbona.

## Azulejocontemporaneo

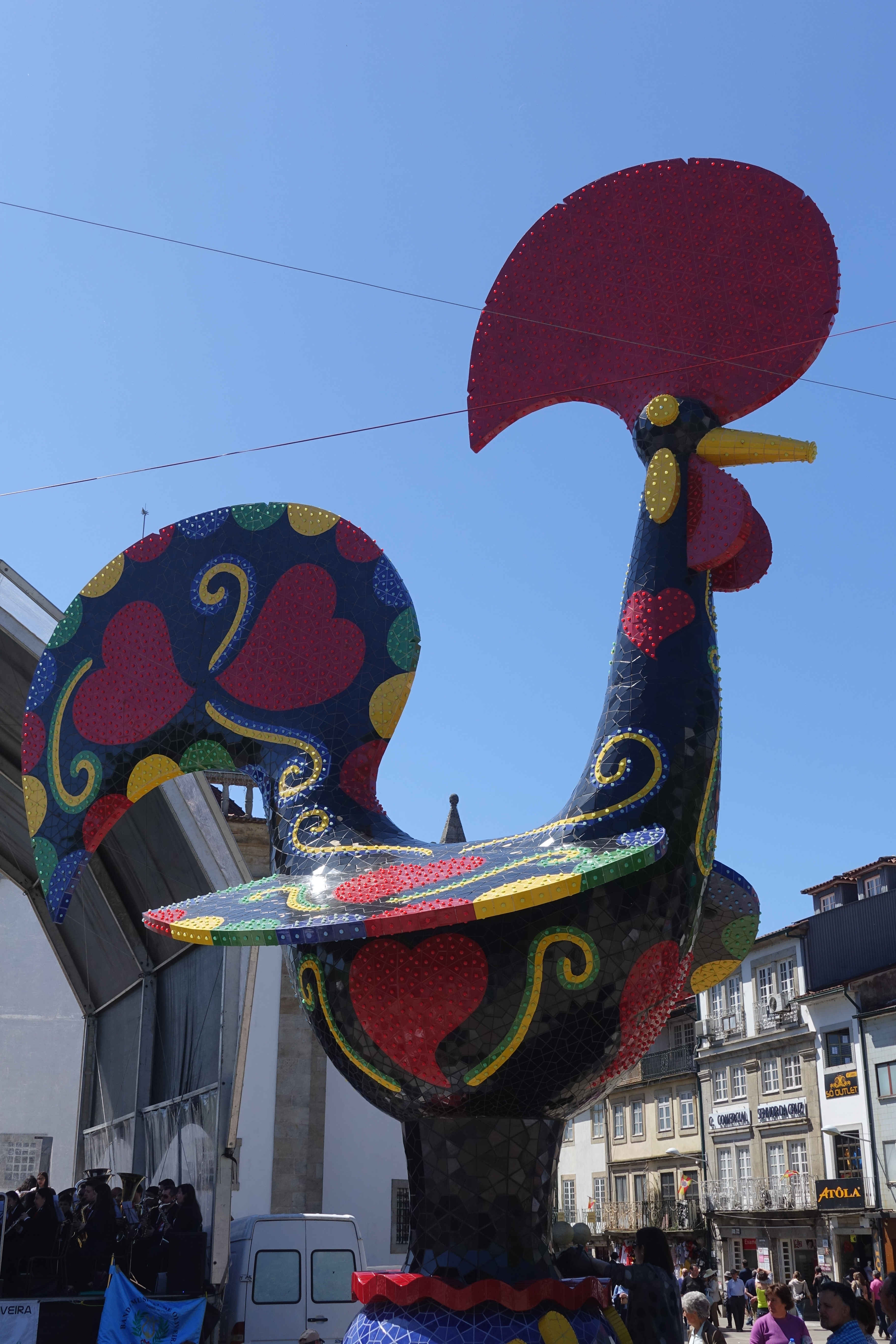
Il Pop Galo di Joana Vasconcelos a Barcelos (dicembre 2018 - settembre 2019)

Opere importanti vengono realizzate negli anni cinquanta come La via sacra nel Santuario di Fátima, L'Hotel Ritz a Lisbona, vera galleria d'arte, ed inizia il Metro di Lisbona, Il Palazzo di Giustizia, di epoca poco posteriore e le opere murarie di Avenida Infante Santo, tracciata negli anni cinquanta, da architetti portoghesi (H. Granda, J.A. Manta e A. Pessoa), viene abbellita con azulejos inseriti su muri ai bordi della strada stessa. Tra gli artisti coinvolti nelle opere di Avenida Infante Santo, figurano i modernisti di seconda generazione Maria Keil e Carlos Botelho. In modo particolare, vengono integrati in molti di questi pannelli, delle scale realmente esistenti, creando un effetto veramente particolare. Uno spirito moderno, associato ad una architettura funzionalista internazionale, sorge intorno al 1950, di cui figura centrale è appunto Maria Keil, autrice, tra il 1959 e il 1972, dei primi rivestimenti alle prime stazioni della Metropolitana di Lisbona.
Nello stesso periodo si afferma una generazione di ceramisti moderni come Manuel Cargaleiro, Querubim Lapa, Cecilia de Sousa, Manuela Madureira (attivi in Lisbona) e Júlio Resende (a Porto).
Un'attitudine Optical, sviluppata dagli anni sessanta agli anni ottanta è presente nella produzione di João Abel Manta e Eduardo Nery, autore di Vibrazioni.
A partire dal 1980, si crea in Portogallo una espansione differente, in particolare per i lavori relativi alla Metropolitana di Lisbona, in molti artisti nazionali ed internazionali, quali Maria Helena Vieira da Silva, Rolando Sá Nogueira, Júlio Pomar, Menez, Joaquim Martins Correia, Jorge Martins, Joaquim Rodrigo Costa Pinheiro, Friedensreich Hundertwasser, Zao Wou-Ki, e Sean Scully.